# 泓富產業信託

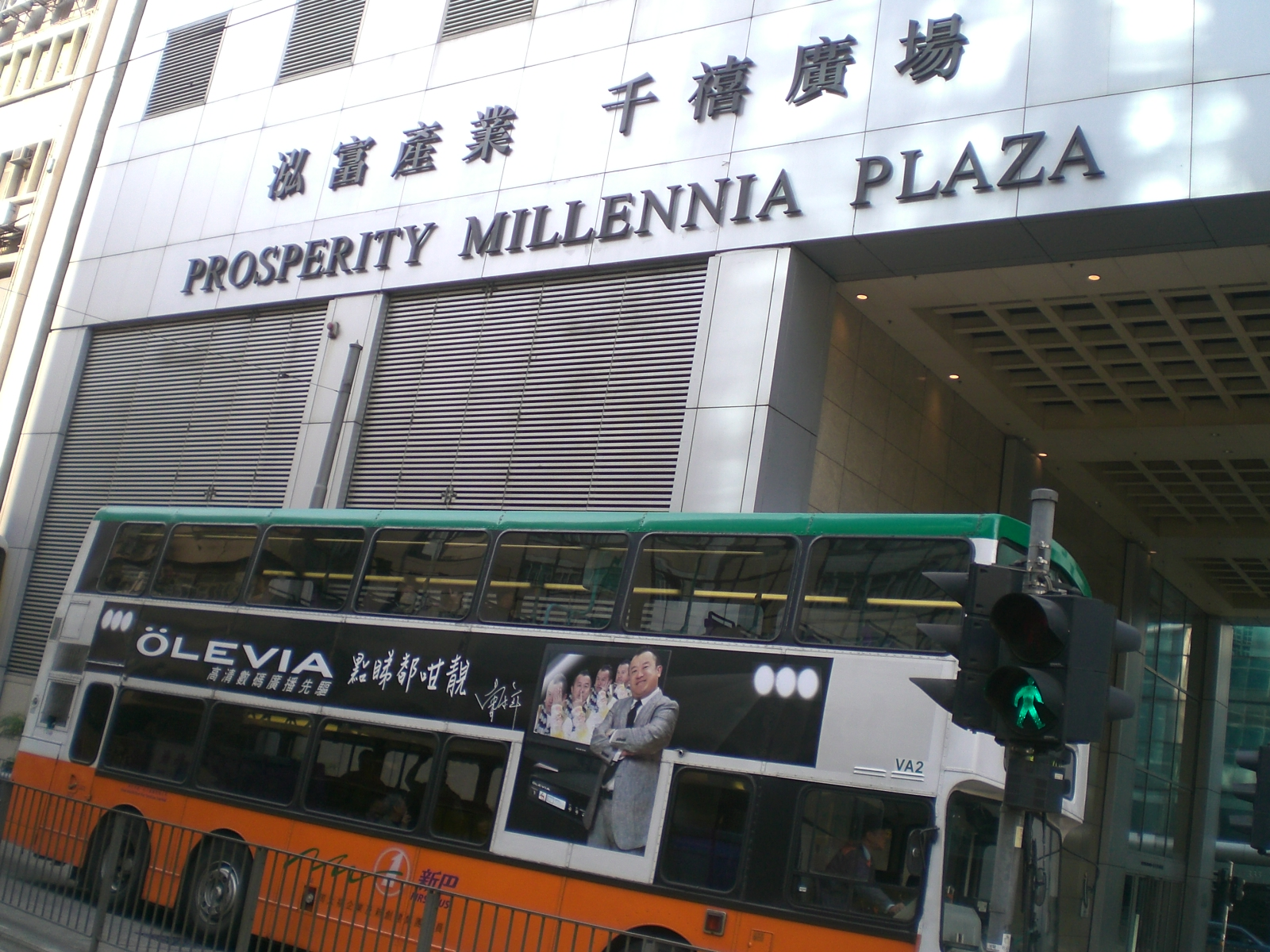
泓富產業千禧廣場

泓富產業信託（港交所：0808）是香港長江實業地產有限公司，以及ARA資產管理有限公司旗下的房地產信託基金，由泓富資產管理有限公司管理。
泓富是香港首個由私人機構籌組的房地產投資信託基金，於2005年11月30日獲香港交易所批准以基金單位形式在主板上市，12月5日接受認購，發行8.8億基金單位，10%撥作公開發售，每基金單位售價由2至2.16港元之間，集資17.6億至19億港元，每手1000個單位，並在12月8日定價，12月16日正式上市。
2006年，泓富產業信託先後購入了觀塘創富中心10樓及26樓的樓層。
2013年12月16日，泓富產業信託以10.1億元向和黃收購觀塘創業街9號全數權益，作價較估值折讓約5.08%。
2016年9月12日，泓富產業信託宣佈以18.75億港元向豐泰地產投資收購觀塘觀塘道410號觀點中心全數權益，作價較估值折讓約5.5%。其後，持有泓富產業信託18.98%股權的長江實業地產表示不會就收購觀點中心交易投贊成票。有關收購最後在股東特別大會被否決。
2017年1月20日，泓富產業信託宣佈以8.86億港元向陳秉志旗下佳利亞洲（香港）有限公司出售海名軒3層全層商用樓面，共約77021方呎，平均呎價約12983元。

## 旗下物業
泓富包括以下7項物業：
- 紅磡國際都會大廈
- 北角泓富產業千禧廣場（前稱萬誠保險千禧廣場、加怡保險千禧廣場）
- 長沙灣潮流工貿中心
- 觀塘泓富廣場（前稱摩登倉）
- 觀塘創富中心
- 觀塘創業街9號
- 新蒲崗新寶中心

## 外部連結
- 泓富產業信託 （页面存档备份，存于）